# 米川駅
米川駅（よねかわえき）は、山口県岩国市周東町（しゅうとうまち）大字差川（さすがわ）にある、西日本旅客鉄道（JR西日本）岩徳線の駅である。

## 歴史
- 1934年（昭和9年）12月1日：鉄道省山陽本線岩国駅（現・西岩国駅） - 高水駅間の新線（岩徳線の前身）開業に伴い開設[2]。
- 1944年（昭和19年）10月11日：山陽本線岩国駅（1942年に麻里布駅から改称） - 櫛ケ浜駅間が元の柳井経由に戻されたため、岩徳線の所属となる[3]。
- 1960年（昭和35年）6月1日：貨物取扱廃止[1]。
- 1971年（昭和46年）3月1日：荷物扱い廃止[4]。駅員無配置駅となり[5]、駅前の商店で乗車券を販売する簡易委託駅となる[6]。
- 1987年（昭和62年）4月1日：国鉄分割民営化により、西日本旅客鉄道（JR西日本）の駅となる[1]。

## 駅構造
開業当時は島式ホーム1面2線で使用されていたが、現在は下り本線は撤去され、かつての上り本線が単式ホーム1面1線として使用されている地上駅（停留所）。岩国駅管理の無人駅で、駅舎は過去の下り本線上に構築されている。

## 利用状況
1日平均乗車人員は以下の通り。
| 乗車人員推移 | 乗車人員推移 |
| 年度         | 1日平均人数  |
| ------------ | ------------ |
| 1999         | 43           |
| 2000         | 37           |
| 2001         | 33           |
| 2002         | 44           |
| 2003         | 46           |
| 2004         | 45           |
| 2005         | 42           |
| 2006         | 38           |
| 2007         | 35           |
| 2008         | 38           |
| 2009         | 34           |
| 2010         | 32           |
| 2011         | 33           |
| 2012         | 30           |
| 2013         | 26           |
| 2014         | 22           |
| 2015         | 23           |
| 2016         | 20           |
| 2017         | 21           |
| 2018         | 13           |
| 2019         | 14           |
| 2020         | 10           |
| 2021         | 10           |
| 2022         | 14           |

## 駅周辺
山間にある駅で、駅出入口側から少し離れた所を山口県道144号線が通る。この県道沿いには生活交通バスの停留所や食肉卸売業の事務所があり、山に沿って島田川が流れる。同県道を西へ進むと「井堀」という住宅地へ抜ける橋が架かる。そこから西へ進むと山口県道142号線と接続する交差点を経て、指川橋（）に至る。
- 西日本フード岩国営業センター
- 山口県道142号久杉高水停車場線
- 山口県道144号光玖珂線
- 岩国市生活交通バス「米川駅前」停留所
- 島田川

## 隣の駅
西日本旅客鉄道（JR西日本）
■岩徳線
周防高森駅 - 米川駅 - 高水駅